# Condado de Oconto
O Condado de Oconto é um dos 72 condados do Estado americano do Wisconsin. A sede do condado é Oconto, e sua maior cidade é Oconto. O condado possui uma área de 2 976 km² (dos quais 391 km² estão cobertos por água), uma população de 35 634 habitantes, e uma densidade populacional de 14 hab/km² (segundo o censo nacional de 2000). O condado foi fundado em 1851.